# Motteggiana
Motteggiana – miejscowość i gmina we Włoszech, w regionie Lombardia, w prowincji Mantua.
Według danych na rok 2004 gminę zamieszkiwało 1959 osób, 81,6 os./km².